# フレックスタイム制
フレックスタイム制（フレックスタイムせい、英: flextime system）とは、労働者自身が日々の労働時間の長さあるいは労働時間の配置（始業及び終業の時刻）を決定することができる制度。弾力的労働時間制度の一種。1967年にメッサーシュミットが初めて導入した。
フレックスタイム制は、一般的には労働者の個々の生活に応じた柔軟な労働時間配分を可能とする。

## 日本におけるフレックスタイム制
日本においては、1987年の労働基準法の改正により、1988年4月から正式に導入された。変形労働時間制の一種である。使用者は始業及び終業の時刻をその労働者の決定に委ねることを就業規則等で定め、かつ一定事項を労使協定で定めれば、使用者はフレックスタイム制をとる労働者について、清算期間（1ヶ月以内の期間で、労使協定で定めた期間）を平均し、1週間あたりの法定労働時間(1日につき8時間、1週間につき40時間)を超えない範囲内において、1週又は1日の法定時間を超えて労働させることができる（労働基準法第32条の3）。

### コアタイムとフレキシブルタイム
実際のフレックスタイム制では、1日の労働時間帯を、労働者が必ず労働しなければならない時間帯（コアタイム）と、労働者がその選択により労働することができる時間帯（フレキシブルタイム）とに分けて実施するのが一般的である。なお、これらを定めるか否かは任意である。コアタイムのないフレックスタイム制をスーパーフレックスタイム制という。
「変則できない時間帯」としてコアタイムを設定した場合、例えば、午前10時から午後3時までをコアタイムとすると、休憩を取らない限り、午前10時から午後3時までは「必ず就業」しなければならない。導入各社はこの時間帯を使い、職制内でのミーティングや取引先との打ち合わせなどの時間を確保することが多い。
法律や労使協定の定めにより、休憩を一斉に取らせることが必要な場合（労働基準法第34条等）、コアタイム中に休憩時間を定めるようにしなくてはならない。

### 公務員におけるフレックスタイム
一般職の国家公務員には、労働基準法が全面適用除外されていることから、フレックスタイム制は導入されていない。1993年（平成5年）4月から、国家公務員のうち、試験研究機関等に勤務する研究公務員及び研究支援職員について、フレックスタイムと称する制度が実施されているが、これは労働基準法に規定されたものではなく、職員の申請に基づいて正規の勤務時間を割り振る制度である（一般職の職員の勤務時間、休暇等に関する法律第6条第3項）。
地方公務員については、地方公務員法第58条第3項の規定により、労働基準法第32条の3の規定が適用除外となっていることから労働基準法によるフレックスタイム制はない。ただし、勤務開始時刻と勤務終了時刻を同じだけずらす「時差出勤（時差勤務）」は全国の自治体で試行されており、本格実施しているところもある。

### 所定労働時間との関係
フレックスタイム制度によって1日あたりの労働時間が変則可能だが、月あたりの所定労働時間（1日あたりの所定労働時間×月あたりの勤務日数）を下回ると、就業規則によっては不足している時間が遅刻・欠勤などの扱いになる。労働者は、時間外労働時間の超過に注意するだけではなく、実働時間の不足にも注意を払う必要がある。

### 導入状況
厚生労働省の2012年（平成24年）就労条件総合調査結果によると、同年におけるフレックスタイム制の導入状況として、以下の様に報告されている。
- 1000人以上の事業所では25.9%の事業所が導入しているが、100人未満の中小零細企業では2.9%に留まり、事業所規模が小さいほど導入されていない傾向にある。
- 業種別では情報通信業、電気・ガス・熱供給・水道業での導入実績が高い。建設業、鉱業、採石業、砂利採取業、宿泊業、飲食サービス業での導入は少ない。

規模の大きな会社ほど導入される理由として、労働組合の強さと勤務時間分散による業務への影響の少なさのためとされている。規模の小さい企業では取引先に迷惑がかかる、労務管理が煩雑になる等の理由のため導入が進まないとされている。

## 欧州におけるフレックスタイム制
2013年の欧州企業調査では企業の約半数が8割以上の従業員に対してフレックスタイム制を導入している。

### イギリスのフレックスタイム制
イギリスでは2003年4月から弾力的勤務制度が導入された。弾力的労働時間制度では26週間以上継続雇用する一定の被用者（17歳未満の子どもの養育責任を負う者、成人の配偶者、同居者の看護や介護を行っているもしくは行う予定のある者など）が労働条件の変更を申請できる制度であり、行政実務ではこの制度によりフレックスタイム制を選択することもできることになっている。ただし、被用者は法律に定められた事由が存在する場合（追加の人員の採用が不可能な場合など）には弾力的勤務の申請を拒否できる。

### ドイツのフレックスタイム制
この制度の発祥の国のドイツでは労働協約によりフレックスタイム制度の導入が可能である。ドイツのフレックスタイム制には単純フレックスタイム制、弾力的フレックスタイム制、可変的労働時間制がある。
- 単純フレックスタイム制

単純フレックスタイム制とは、コアタイム及び1日の労働時間が決定されているフレックスタイム制である。
- 弾力的フレックスタイム制

弾力的フレックスタイム制とは、1日の最長労働時間が定められており、その時間内で労働者が出勤時間と退勤時間を決定できるフレックスタイム制である。
- 可変的労働時間制

可変的労働時間制とは、コアタイムの設定のないフレックスタイム制である。